# 옥천 덕양서당
옥천 덕양서당(沃川 德陽書堂)은 충청북도 옥천군 안남면 도덕리에 있는 서당이다. 1998년 6월 26일 충청북도의 문화재자료 제24호로 지정되었다.

## 개요
조선 인조(재위 1623∼1649) 때 인평대군의 사부를 지낸 유식(1586∼1650)이 세운 서당이다.
유식은 시조 유검필의 24대손으로 학력이 높았고 대학자였다. 덕양서원이라고도 불리는 이곳은 충과 효를 가르쳤으며, 고종 32년(1895) 수리 후 오늘에 이르고 있다.
건물은 앞면 6칸·옆면 2칸 규모로, 지붕은 옆면에서 볼 때 여덟 팔(八)자 모양인 팔작지붕이다.
'덕양서당'이라고 쓴 현판은 송근수의 친필이고, 송병선의 '서당기'가 대청에 걸려 있다.

## 참고 자료
- 옥천 덕양서당 - 국가유산청 국가유산포털